# Pálmaformák
A pálmaformák (Arecoideae) az egyszikűek (Liliopsida) osztályában a pálmafélék (Arecaceae) családjának egy alcsaládja.

## Rendszerezés
Az alcsaládba az alábbi nemzetségcsoportok, alnemzetségcsoportok és nemzetségek tartoznak.
- Areceae
  - Archontophoenicinae
  - Arecinae
  - Basseliniinae
  - Carpoxylinae
  - Cyrtostachydinae
  - Dypsidinae
  - Linospadicinae
  - Malortieinae
  - Oncospermatinae
  - Ptychospermatinae
  - Rhopalostylidinae
  - Verschaffeltiinae
- Chamaedoreeae
  - Chamaedorea
  - Gaussia
  - Hyophorbe
  - Synechanthus
  - Wendlandiella
- Cocoseae
  - Attaleinae
  - Bactridinae
  - Elaeidinae
- Euterpeae
  - Euterpe
  - Hyospathe
  - Neonicholsonia
  - Oenocarpus
  - Prestoea
- Geonomateae
  - Asterogyne
  - Calyptrogyne
  - Calyptronoma
  - Geonoma
  - Pholidostachys
  - Welfia
- Iriarteeae
  - Dictyocaryum
  - Iriartea
  - Iriartella
  - Socratea
  - Wettinia
- Leopoldinieae
  - Leopoldinia
- Manicarieae
  - Manicaria
- Oranieae
  - Orania
- Pelagodoxeae
  - Pelagodoxa
  - Sommieria
- Podococceae
  - Podococcus
- Reinhardtieae
  - Reinhardtia
- Roystoneeae
  - Roystonea
- Sclerospermeae
  - Sclerosperma